# Małgorzata Fuszara
Małgorzata Barbara Fuszara (ur. 9 listopada 1951 w Warszawie) – polska prawniczka i socjolożka, specjalizująca się w zagadnieniach związanych z socjologią polityki, gender studies, socjologią mniejszości etnicznych, kulturowych i społecznych oraz socjologią prawa. Profesor nauk humanistycznych, w latach 2014–2015 sekretarz stanu w Kancelarii Prezesa Rady Ministrów i pełnomocnik rządu do spraw równego traktowania.

## Życiorys
Absolwentka VI Liceum Ogólnokształcącego im. Tadeusza Reytana w Warszawie (1969). W 1974 ukończyła studia na Wydziale Prawa i Administracji Uniwersytetu Warszawskiego. Doktoryzowała się w 1983, a w 1997 na macierzystym wydziale uzyskała stopień doktora habilitowanego nauk prawnych w zakresie prawa na podstawie rozprawy pt. Rodzina w sądzie. 22 października 2007 otrzymała tytuł profesora nauk humanistycznych.
Zawodowo związana z UW, doszła do stanowiska profesora zwyczajnego w Instytucie Stosowanych Nauk Społecznych na Wydziale Stosowanych Nauk Społecznych i Resocjalizacji, a także dyrektora ISNS. Była również dyrektorką Ośrodka Badań Społeczno-Prawnych nad Sytuacją Kobiet ISNS UW. Wraz z Bożeną Chołuj została kierowniczką Podyplomowych Studiów nad Społeczną i Kulturową Tożsamością Płci Gender Studies ISNS UW, których była współtwórczynią. Zatrudniona w Katedrze Antropologii i Socjologii Obyczajów i Prawa ISNS UW. Powoływana w skład Komisji Rektorskiej ds. Przeciwdziałania Dyskryminacji Uniwersytetu Warszawskiego, a także w skład komitetów redakcyjnych czasopism naukowych, tj. „European Journal of Women's Studies”, „Signs: Journal of Women in Culture and Society” oraz „Societas/Communitas”. Wykładała na University of Michigan oraz na Universidad de Oñate. Pracowała także w Instytucie Studiów Politycznych Polskiej Akademii Nauk. Wśród wypromowanych przez nią doktorów znalazł się Grzegorz Makowski (2006).
W swojej działalności naukowej koncentruje się na zagadnieniu udziału kobiet w życiu społeczno-politycznym. Bada międzynarodowe mechanizmy włączania i wykluczania kobiet ze sfery publicznej, zajmując się m.in. zjawiskiem tzw. szklanego sufitu. Prowadzi badania na temat gender i przemian ról społecznych kobiet i mężczyzn. Zajmuje się wpływem prawa Unii Europejskiej na polskie prawo w zakresie równouprawnienia płci.
Wraz z Eleonorą Zielińską współtworzyła pierwszy w Polsce projekt ustawy o równym statusie kobiet i mężczyzn, który wnoszono do parlamentu dwukrotnie: w 1996 i 1997, uzyskując podpisy odpowiednio 160 i 120 posłów. Do pierwszego czytania projektu w Sejmie doszło w czerwcu 1997 dzięki Iwonie Śledzińskiej-Katarasińskiej, jednak prace nad nim nie zakończyły się z uwagi na koniec kadencji Sejmu we wrześniu tego samego roku. Małgorzata Fuszara deklaruje się jako zwolenniczka parytetów płci na listach wyborczych, przyjęcie przez parlament tzw. ustawy kwotowej określiła jako największy sukces polityczny kobiet od 1918 roku. Zaangażowała się w działalność Kongresu Kobiet i stowarzyszenia powstałego na bazie tego ruchu społecznego – jako członkini rady programowej, wiceprezeska zarządu oraz minister ds. równości płci i przeciwdziałania dyskryminacji w powołanym przez tę organizację tzw. gabinecie cieni.
22 lipca 2014 premier Donald Tusk ogłosił jej nominację na stanowisko sekretarza stanu w Kancelarii Prezesa Rady Ministrów i pełnomocnika rządu ds. równego traktowania, zastępując na tym stanowisku Agnieszkę Kozłowską-Rajewicz. Rozpoczęła pracę na tych stanowiskach 1 sierpnia 2014 i zakończyła w listopadzie 2015.
W 2017 została członkinią rady programowej Archiwum im. Wiktora Osiatyńskiego.

## Odznaczenia
W 2011 prezydent Bronisław Komorowski, za wybitne zasługi w pracy naukowo-badawczej i dydaktycznej, odznaczył ją Krzyżem Kawalerskim Orderu Odrodzenia Polski.

## Wybrane publikacje
- Codzienne konflikty i odświętna sprawiedliwość, IPSiR UW, Warszawa 1989
- Rodzina w sądzie, ISNS UW, Warszawa 1994, ISBN 8-3902-2790-8
- Równe szanse czy szklany sufit? Kobiety w samorządach lokalnych w: Szklany sufit. Bariery i ograniczenia karier kobiet, Anna Titkow (red.), Fundacja Instytut Spraw Publicznych, Warszawa 2003, ISBN 83-88594-58-3
- Polskie sądy i spory (red. z Jackiem Kurczewskim), ISNS UW, Warszawa 2004, ISBN 83-915036-7-4
- Kobiety w polityce, Wyd. Trio, Warszawa 2006, ISBN 8-3743-6065-8
- Polityka jako obszar nierówności kobiet i mężczyzn w Polsce w: Christine Ockrent, Czarna księga kobiet, Wydawnictwo W.A.B., Warszawa 2007, ISBN 978-83-7414-264-9
- Nowi mężczyźni? Zmieniające się modele męskości we współczesnej Polsce (red.), Wyd. Trio, Warszawa 2008, ISBN 978-83-7436-149-1
- Współpraca czy konflikt? Państwo, Unia i kobiety (współautorka z Magdą Grabowską, Joanną Mizielińską i Joanną Regulską), Wydawnictwa Akademickie i Profesjonalne, Warszawa 2008, ISBN 978-83-60807-83-5
- Polacy nad Dźwiną (red. z Jackiem Kurczewskim), Wyd. UW, Warszawa 2009, ISBN 83-915036-7-4